# Bahâ'oddîn Walad
Bahâ'oddîn Walad (en persan : بها الدین محمد ولد ), surnommé le « sultan des savants » (sultân ul-'ulamâ) est un maître soufi originaire du Khorassan, actuel Afghanistan Asie Centrale, membre de la confrérie Kubrâwiyya, et mort en 1230 (628 de l'Hégire). Il est le père de Jalâl al-Dîn Rûmî,.

## Biographie
Il est initié à la voie spirituelle par Najm al-Dîn Kubrâ, le fondateur de l'ordre Kubrâwî. Cependant, sur l'ordre du sultan Khwârazmshâh, hostile aux soufis, il doit s'exiler de Balkh en 1212. La tradition veut que l'expulsion ait été initiée par le philosophe Fakhr al-Dîn Râzî, car il existait une profonde rivalité entre les deux hommes. Bahâ'oddîn Walad était un prédicateur renommé et ses prêches auraient suscité la jalousie du théologien,. Il s'enfuit donc avec sa famille et le chemin de l'exil le conduit à Baghdâd, Damas, La Mecque, et Konya où, invité par le souverain seljoukide Alâ'ud-Dîn Kayqobâd, il finit par s'établir. Il y prend la direction d'une medersa et dispense son enseignement jusqu'à sa mort en 1230.
Il eut pour disciple Bohrânoddîn Mohaqqiq. C'est lui qui révèlera à Rûmî, après la mort de Bahâ'oddîn Walad, la dimension spirituelle de son père, que ce dernier avait occulté sous les traits du prédicateur et juriste. 

## Œuvre
L'enseignement de Bhâ'oddîn Walad est consigné dans un recueil, les ma'ârif, rédigé en persan. Il réunit en trois volumes ses sermons et instructions, collectés par ses auditeurs. Le fils de Rûmî, Sultân Walad, fondateur de la confrérie Mawlawiyya, composera également un recueil intitulé ma'ârif, rappelant son grand-père.

## Sa pensée
Dans ses ma'ârif, on découvre l'enseignement de Najm al-Dîn Kubrâ qui poussait ses disciples à opérer en eux "la mort volontaire", l'annihilation de tout ce qui est autre que Dieu. On trouve aussi l'empreinte du maître dans la méditation auquel se livre Bahâ'oddîn Walad et qui consiste en particulier à se focaliser sur les couleurs perçues par la vision du cœur :
« Je me dis : « Ami et ennemi, tous deux s'attachent étroitement au cœur. Tant que je ne me serait pas rendu étranger à tout ce qui est autre que Dieu, je ne trouverai pas la libération, et mon cœur ne deviendra pas entier. Je vais faire un effort. Je vais occuper mon cœur avec Dieu, de sorte que mon cœur ne s'occupe à rien d'autre. » Je vis la forme de mon cœur apparaître à mon regard, de telle sorte que tout le temps je venais de lui pour aller à Dieu., à la fois à partir de son volume total et de toutes ses parties. C'est-à-dire j'allais de sa couleur cramoisie vers Dieu, pour voir d'où cette couleur cramoisie et ses parties couleur rubis tiraient leur nourriture. » 
D'autre part, on peut également y apercevoir certains des thèmes que l'on retrouvera chez Rûmî, notamment l'amour mystique, la musique et la danse :
« A nouveau, je fixais mon regard sur un coin de la vaste arène du courroux de Dieu. J'aperçus cent mille têtes coupées de leur tronc, et des membres mutilés. De l'autre côté, je vis cent mille instruments à cordes, des robes, des chants, des vers, des poèmes d'amour ; et dans un autre coin, cent mille serviteurs dansant, debout en extase, offrant de leur main de chair les bouquets de l'esprits cueillis au jardin de l'intimité. Et je vis que tous les esprits n'étaient que des atomes qui avaient pris leur essor, et qui se posaient sur Dieu et s'envolaient de Dieu, telles des poussières vibrant sans cesse dans la rayonnante lumière de Dieu. »